# تيمور ميروشنيشنكو
تيمور فاليريوفيتش ميروشنيشنكو (الأوكرانية: Тімур Валерійович Мірошниченко ; ولد في 9 مارس 1986) مقدم تلفزيون أوكراني، كان مضيف مسابقة الأغنية الأوروبية للأطفال 2009 مع آني لوراك و مضيف مسابقة الأغنية الأوروبية للأطفال 2013 مع زلاتا أوغنيفيتش, كما استضاف مسابقة الأغنية الأوروبية 2017 بصحبه فولوديمير أوستابتشوك وأوليكساندر سكيتشكو.

## روابط خارجية
- تيمور ميروشنيشنكو على موقع IMDb (الإنجليزية)
- تيمور ميروشنيشنكو على موقع قاعدة بيانات الفيلم (الإنجليزية)